# José Villar Fernández
José "Pepe" Villar Fernández, nacido en Vigo el 20 de agosto de 1928 y fallecido el 27 de junio de 2007, fue un futbolista y entrenador de fútbol gallego. Estuvo muy vinculado al Celta de Vigo.

## Trayectoria
Comenzó su carrera deportiva como defensa en el equipo del barrio vigués de Coya, fichando por el Real Club Celta de Vigo poco después, con el que debutaría en Primera División el 10 de septiembre de 1950 ante el UE Lleida. Durante la temporada 1950–51, en la que el Celta quedó de 8º, jugó 3 partidos. En la temporada siguiente jugó 22 partidos y metió un gol, acabando la temporada el Celta en novena posición. En las seis campañas siguientes, todas ellas en primera división, jugó 165 partidos y marcó 6 goles. Pero, durante la temporada 1958–59 el jugador vigués fue atropellado por una moto. El equipo notó su baja, acabando la temporada en puestos de descenso.
Los dos últimos años de su carrera como jugador (1959–60 y 1960–61) fueron en segunda división, clasificándose los dos años para la promoción de ascenso pero sin conseguir el objetivo del ascenso. Después de una última temporada, en la que solo jugó tres partidos, decidió retirarse. En total jugó 248 partidos con el club celeste: 207 en primera división (donde marcó 7 goles), 32 en segunda y 9 de promoción de ascenso.
Tras su retirada como jugador, se mantuvo ligado al club como auxiliar del entrenador Louis Hon y dirigiendo al equipo juvenil durante mucho tiempo, llevándolos en 1965 a la final del campeonato de España frente al Athletic Club. En la temporada 1966–67 el primer equipo del Celta jugaba en Segunda División, y tras la dimisión del entrenador César Rodríguez, Pepe Villar dirigió al equipo en la fase final de la liga. Posteriormente ejerció como segundo entrenador de Ignacio Eizaguirre y un tándem con el gran capitán, Manolo, a finales de la temporada 1987–88.